# HD9621
HD9621 є хімічно пекулярною зорею спектрального класу
A1 й має видиму зоряну величину в смузі V приблизно  9,1.